# داشلي عليا
داشلي عليا (بالفارسية: داشلی علیا) هي قرية تقع في قسم سلطانعلي الريفي في إيران. يقدر عدد سكانها بـ 909 نسمة بحسب إحصاء 2016.